# 角田勝彦
角田 勝彦（つのだ かつひこ、1937年 - 2018年）は、日本の外交官。元ウルグアイ駐箚特命全権大使。元日本ウルグアイ協会会長。サント・ドミンゴ・カトリック大学名誉教授。O&M大学名誉博士。

## 人物・経歴
東京生まれ。開成高等学校を経て、1959年一橋大学法学部卒業。早瀬勇元金沢星稜大学学長は大学のクラスの同級生。大学卒業後外務省に入省し、マドリード大学外国人コース留学。外務大臣官房移住課長や、在ギリシャ日本国大使館公使、衆議院事務局渉外部副部長、外務省経済局開発途上地域課長を経て、1989年から駐ドミニカ共和国特命全権大使、ジャマイカ、バハマ駐箚、1993年から駐ウルグアイ特命全権大使を務め、1997年に退官し、中部大学国際関係学部国際関係学科教授。2006年中部大学大学院国際人間学研究科非常勤講師。サント・ドミンゴ・カトリック大学名誉教授。O&M大学名誉博士。日本ウルグアイ協会会長なども務めた。2018年従三位。

## 著書
- 『コロンブスとカリブの国 : ドミニカ共和国を歩く』角川書店 1992年
- "Tradición y futuro",Academia de Ciencias de la Republica Dominicana 1992年
- 『サイプラス問題と国際法 : 民族紛争の解決のために』世界の動き社 1993年
- 『出会いーEncuentro : 中南米と日本 西和対訳』世界の動き社 1996年
- 『チャレンジ国際関係 : ニュールネサンスからメタモダンへ』中央公論事業出版 2003年
- 『変えるのは総理かあなたか : いまニュールネサンスからの国際関係』中央公論事業出版 2006年
- 『つなぐ : 古稀を迎えて』和の会 2007年
- 『浅草鳥越物語』和の会 2008年
- 『悲の戦国』文芸社 2010年